# Caelidracones
I Caelidraconi (il cui nome significa "draghi del cielo", dal latino caelum ossia "paradiso", e draco ossia "drago", ed è inoltre un citazione dal libro di Harry Govier Seeley del 1901, Dragons of the Air) è un clade estinto di pterosauri monofenestrati vissuti dal Giurassico medio al Cretaceo superiore, circa 161-66 milioni di anni fa (Oxfordiano-Maastrichtiano), i cui fossili sono stati ritrovati in tutti i continenti, eccetto l'Antartide.
Il clade Caelidracones venne definito nel 2003 da David Unwin come gruppo costituito da "l'ultimo antenato comune di Anurognathus ammoni e Quetzalcoatlus northropi e di tutti i suoi discendenti".
Nella classificazione originale di Unwin, i Caelidraconi erano considerati il sister group di Dimorphodontidae all'interno dei Macronychoptera e consistevano negli Anurognathidae e nei Lonchognatha. Studi più recenti sulle relazioni degli pterosauri hanno scoperto che gli aneurognatidi e i pterodactylidi erano sister group, il che limiterebbe i Caelidraconi solo a quei due cladi.